# トッド・ウッドブリッジ
トッド・ウッドブリッジ（Todd Woodbridge, 1971年4月2日 - ）は、オーストラリア・シドニー市出身の男子プロテニス選手。身長177cm、体重75kg、右利き。フルネームは Todd Andrew Woodbridge （トッド・アンドリュー・ウッドブリッジ）。自己最高ランキングはシングルス19位、ダブルス1位。ATPツアーでシングルス2勝、ダブルス83勝。
長年にわたり、ダブルスの名手として活躍した。とりわけ、同じオーストラリアのマーク・ウッドフォードとのペアで無敵の強さを発揮したが、この2人は姓がよく似ていることから「ウッディーズ」（Woodies）と呼ばれた。
グランドスラム合計優勝数23回は歴代3位タイ記録。グランドスラムダブルス優勝数16回は歴代2位タイ記録（オープン化以降1位タイ記録）。ペアでの優勝数11回は歴代3位記録（オープン化以降2位）。

## ウッディーズ
1988年にプロ入り。最初期のウッドブリッジのダブルス・パートナーは、同じオーストラリアのジェイソン・ストルテンバーグと組むことが多かったが、1991年から6歳年上のマーク・ウッドフォードと本格的にペアを組み、世界的な活動を始める。この年は日本の「サントリー・ジャパン・オープン」男子ダブルスで、ステファン・エドベリとペアを組んだ優勝もあった。1992年にウッドフォードとのペアで全豪オープン男子ダブルスに初優勝を飾り、1993年から1997年までウィンブルドン男子ダブルス5連覇を達成した。この頃から、2人のペアは「ウッディーズ」と呼ばれるようになる。
2人はウィンブルドン5連覇の期間中に、1995年と1996年の全米オープン男子ダブルスで2連覇を飾り、1997年には地元の全豪オープンで5年ぶり2度目の優勝を果たす。また、1996年アトランタ五輪のオーストラリア代表選手として、ウッドフォードとのペアで金メダルを獲得したが、この決勝ではイギリス代表のティム・ヘンマンとニール・ブロードの組を圧倒している。しかし、1998年のウィンブルドン・ダブルス決勝ではオランダの強豪ペア、ヤッコ・エルティンとポール・ハーフースの組に「4時間5分」の激戦の末 6-2, 4-6, 6-7, 7-5, 8-10 で敗れ、6連覇はならなかった。
シングルスでのウッドブリッジは、1995年5月にアメリカ・フロリダ州「コーラルスプリングス」大会の決勝でグレグ・ルーゼドスキーを破って初優勝を遂げた。それから1997年初頭のオーストラリア・男子ハードコート選手権で2勝目を挙げたが、彼のシングルス優勝はこの2つのみで、準優勝が7つあった。最後のシングルス決勝は、1997年2月にテネシー州メンフィスの大会の決勝でマイケル・チャンに敗れた準優勝である。この年はウィンブルドンの男子シングルスで自己最高のベスト4に入り、準決勝でピート・サンプラスに 2-6, 1-6, 6-7 のストレートで敗れた。これ以後、ウッドブリッジはシングルスでの活躍は少なかった。
2000年に入り、ウッドブリッジとウッドフォードの組は全仏オープン男子ダブルスで初優勝を飾り、これで男子ダブルスの同一ペアとして「キャリア・グランドスラム」を達成した。2人は全仏オープンはあまり得意ではなく、初めての決勝戦は1997年でエフゲニー・カフェルニコフとダニエル・バチェク（チェコ）の組に敗れていた。この全仏優勝で、2人はペアとして通算「58勝目」に到達し、それまでジョン・マッケンロー&ピーター・フレミング組（ともにアメリカ）が持っていた「57勝」の歴代1位記録を更新した。続いてウィンブルドンでも3年ぶり2度目の優勝を果たし、オランダのハーフースとオーストラリアのサンドン・ストール（往年の名選手フレッド・ストールの息子）の組を破った。しかし、この年に地元で開催されたシドニー五輪の男子ダブルス決勝で、2人はカナダ代表のダニエル・ネスターとセバスチャン・ラルーの組に 7-5, 3-6, 4-6, 6-7 で敗れ、2大会連続の金メダルを逃した。35歳になったウッドフォードは2000年のシーズンを最後に現役を引退したが、最後の年にも全仏オープンとウィンブルドンを含めて、ダブルスで年間8勝を記録している。
「ウッディーズ」のダブルスは、ほぼ10年間に及んだ活動期間中に男子ツアー大会のダブルスで「61勝」（うち4大大会男子ダブルス通算11勝）を挙げ、同一ペアによる男子ダブルス優勝の1位記録であったが、2010年にボブとマイクのブライアン兄弟に更新されている。
男子テニス国別対抗戦・デビスカップでも、2人はデ杯オーストラリア・チームの「ダブルス最多勝利ペア」（Best Doubles Team）の記録を残している。

## その後
ウッドフォードの引退後、ウッドブリッジはスウェーデンのヨナス・ビョルクマンとペアを組み、直ちに2001年の全豪オープン男子ダブルスで優勝する。これはウッドブリッジにとって4年ぶり3度目の全豪優勝であった。2002年から2004年にかけて、今度はビョルクマンとのペアで再びウィンブルドン男子ダブルス3連覇を成し遂げ、ウッドブリッジのウィンブルドン・ダブルス優勝は「9勝」となった。このペアは2003年の全米オープンでも優勝し、ウッドブリッジには7年ぶり3度目の全米ダブルス優勝となる。ビョルクマンとのペアでは4大大会男子ダブルスで「5勝」を挙げ、こうしてウッドブリッジは4大大会ダブルスで総計「16勝」の記録を残した。（ウッドフォードと11勝、ビョルクマンと5勝）
しかし2005年に入ると、ウッドブリッジはインドのマヘシュ・ブパシとペアを組みながらも早期敗退が多くなる。ブパシと組んだ2005年のウィンブルドンで、2回戦でステファン・フース（オーストラリア）とウェスリー・ムーディ（南アフリカ）の組に 3-6, 6-7, 3-6 のストレートで敗れ、同選手権で10度目の優勝を逃す。この試合を最後に、ウッドブリッジは34歳で現役を引退した。
2010年、ウッドブリッジはウッドフォードと一緒に国際テニス殿堂入りを果たした。

### ダブルス: 114 (83タイトル–31準優勝)
| グレード                             |
| ------------------------------------ |
| グランドスラム(16–4)                 |
| テニス・マスターズ・カップ (2–2)     |
| オリンピック (1–0)                   |
| ATPマスターズ・シリーズ (18–8)       |
| ATPチャンピオンシップシリーズ (12–2) |
| ATPツアー (34–15)                    |

| サーフェス        |
| ----------------- |
| ハード (43–19)    |
| クレー (13–5)     |
| 芝 (15–4)         |
| カーペット (12–3) |

## 4大大会ダブルス優勝
- 全豪オープン 男子ダブルス：3勝（1992年・1997年 → 2001年）/混合ダブルス：1勝（1993年）
- 全仏オープン 男子ダブルス：1勝（2000年）/混合ダブルス：1勝（1992年）
- ウィンブルドン 男子ダブルス：9勝（1993年-1997年・2000年 → 2002年-2004年）/混合ダブルス：1勝（1994年） ［大会5連覇と3連覇を含む］
- 全米オープン 男子ダブルス：3勝（1995年・1996年 → 2003年）/混合ダブルス：3勝（1990年・1993年・2001年）

### 男子ダブルスの4冠達成ペア
- フランク・セッジマン&ケン・マグレガー （ともにオーストラリア、1951年に唯一の「年間グランドスラム」）
- ケン・ローズウォール&ルー・ホード （ともにオーストラリア、1953年 → 1956年）
- ロイ・エマーソン&ニール・フレーザー （ともにオーストラリア、1959年 → 1962年）
- ジョン・ニューカム&トニー・ローチ （ともにオーストラリア、1965年 → 1967年）
- マーク・ウッドフォード&トッド・ウッドブリッジ （ともにオーストラリア、1992年 → 2000年）
- ヤッコ・エルティン&ポール・ハーフース （ともにオランダ、1994年 → 1998年）
- ボブ・ブライアン&マイク・ブライアン （ともにアメリカ、2003年 → 2006年）

## ダブルス成績
※マーク・ウッドフォードとのペアの成績はウッディーズを参照。

### グランドスラム
| 大会           | 1988 | 1989 | 1990 | 1991 | 1992 | 1993 | 1994 | 1995 | 1996 | 1997 | 1998 | 1999 | 2000 | 2001 | 2002 | 2003 | 2004 | 2005 | SR      | W–L    |
| -------------- | ---- | ---- | ---- | ---- | ---- | ---- | ---- | ---- | ---- | ---- | ---- | ---- | ---- | ---- | ---- | ---- | ---- | ---- | ------- | ------ |
| 全豪オープン   | 1R   | 1R   | 3R   | SF   | W    | 1R   | QF   | 3R   | 1R   | W    | F    | SF   | SF   | W    | 2R   | QF   | SF   | QF   | 3 / 18  | 53–14  |
| 全仏オープン   | 3R   | A    | QF   | 3R   | 3R   | SF   | QF   | 1R   | SF   | F    | 3R   | 1R   | W    | QF   | QF   | 2R   | 3R   | 1R   | 1 / 17  | 42–16  |
| ウィンブルドン | 1R   | LQ   | QF   | QF   | SF   | W    | W    | W    | W    | W    | F    | QF   | W    | 3R   | W    | W    | W    | 2R   | 9 / 17  | 73–8   |
| 全米オープン   | 1R   | 1R   | 2R   | SF   | SF   | 3R   | F    | W    | W    | 1R   | 3R   | QF   | 2R   | 3R   | SF   | W    | 3R   | A    | 3 / 17  | 47–14  |
| 勝-負          | 2–4  | 0–2  | 9–3  | 13–4 | 16–3 | 12–3 | 16–3 | 14–2 | 16–2 | 17–2 | 14–4 | 9–4  | 17–2 | 13–3 | 14–3 | 15–2 | 14–3 | 4–3  | 16 / 69 | 215–52 |

### 年間最終戦
| 大会                       | 1988 | 1989 | 1990 | 1991 | 1992 | 1993 | 1994 | 1995 | 1996 | 1997 | 1998 | 1999 | 2000 | 2001 | 2002 | 2003 | 2004 | 2005 | SR     | W–L   |
| -------------------------- | ---- | ---- | ---- | ---- | ---- | ---- | ---- | ---- | ---- | ---- | ---- | ---- | ---- | ---- | ---- | ---- | ---- | ---- | ------ | ----- |
| テニス・マスターズ・カップ | A    | A    | A    | SF   | W    | F    | F    | SF   | W    | RR   | RR   | SF   | A    | A    | NH   | RR   | SF   | A    | 2 / 11 | 29–16 |

### オリンピック
| 大会         | 1992 | 1996 | 2000 | 2004 | SR    | W–L  |
| ------------ | ---- | ---- | ---- | ---- | ----- | ---- |
| オリンピック | 2R   | W    | F    | 2R   | 1 / 4 | 10–3 |

### マスターズ・シリーズ
| 大会                 | 1988                      | 1989                      | 1990 | 1991 | 1992 | 1993 | 1994 | 1995 | 1996 | 1997 | 1998 | 1999 | 2000 | 2001 | 2002 | 2003 | 2004 | 2005 | SR      | W–L    |
| -------------------- | ------------------------- | ------------------------- | ---- | ---- | ---- | ---- | ---- | ---- | ---- | ---- | ---- | ---- | ---- | ---- | ---- | ---- | ---- | ---- | ------- | ------ |
| インディアンウェルズ | Not MS Events Before 1990 | Not MS Events Before 1990 | A    | A    | QF   | A    | QF   | SF   | W    | SF   | 2R   | 2R   | QF   | F    | SF   | SF   | 1R   | 1R   | 1 / 13  | 20–12  |
| マイアミ             | Not MS Events Before 1990 | Not MS Events Before 1990 | A    | A    | A    | A    | 3R   | W    | W    | W    | 2R   | 3R   | W    | F    | 2R   | QF   | F    | QF   | 4 / 12  | 34–8   |
| モンテカルロ         | Not MS Events Before 1990 | Not MS Events Before 1990 | A    | A    | A    | A    | A    | A    | A    | A    | F    | A    | A    | W    | W    | 2R   | QF   | A    | 2 / 5   | 14–3   |
| ローマ               | Not MS Events Before 1990 | Not MS Events Before 1990 | A    | 1R   | 1R   | A    | A    | A    | A    | 1R   | 1R   | A    | A    | A    | A    | A    | SF   | SF   | 0 / 6   | 3–6    |
| ハンブルク           | Not MS Events Before 1990 | Not MS Events Before 1990 | A    | A    | A    | A    | A    | A    | A    | A    | A    | A    | W    | W    | F    | QF   | SF   | QF   | 2 / 6   | 17–4   |
| カナダ               | Not MS Events Before 1990 | Not MS Events Before 1990 | A    | A    | A    | A    | 1R   | A    | QF   | A    | A    | 1R   | A    | 2R   | A    | F    | A    | A    | 0 / 5   | 5–5    |
| シンシナティ         | Not MS Events Before 1990 | Not MS Events Before 1990 | QF   | 1R   | W    | A    | SF   | W    | QF   | W    | QF   | F    | W    | SF   | A    | QF   | F    | A    | 4 / 13  | 33–9   |
| マドリード           | Not MS Events Before 1990 | Not MS Events Before 1990 | 1R   | 1R   | W    | W    | W    | SF   | QF   | W    | QF   | SF   | A    | A    | SF   | QF   | A    | A    | 4 / 12  | 22–8   |
| パリ                 | Not MS Events Before 1990 | Not MS Events Before 1990 | QF   | QF   | 2R   | QF   | SF   | SF   | SF   | 2R   | QF   | QF   | A    | QF   | SF   | SF   | W    | A    | 1 / 14  | 21–13  |
| Win–Loss             | N/A                       | N/A                       | 4–3  | 1–4  | 9–3  | 5–1  | 9–5  | 13–3 | 14–4 | 15–3 | 6–7  | 8–6  | 17–1 | 22–5 | 15–5 | 12–8 | 15–6 | 4–4  | 18 / 86 | 169–68 |

### 最終ランキング
|      | 1988 | 1989 | 1990 | 1991 | 1992 | 1993 | 1994 | 1995 | 1996 | 1997 | 1998 | 1999 | 2000 | 2001 | 2002 | 2003 | 2004 | 2005 |
| ---- | ---- | ---- | ---- | ---- | ---- | ---- | ---- | ---- | ---- | ---- | ---- | ---- | ---- | ---- | ---- | ---- | ---- | ---- |
| 順位 | 89   | 181  | 25   | 7    | 2    | 3    | 5    | 1    | 1    | 1    | 5    | 8    | 2    | 2    | 5    | 5    | 6    | 39   |